# Gérard Mulliez

Gérard Mulliez

Gérard Paul Louis Mulliez (* 13. Mai 1931 in Roubaix) ist ein französischer Unternehmer und Manager.

## Leben
Der Sohn des Unternehmers Gérard Mulliez (1906–1989) und der Françoise Robertine Marie Cavrois (1911–2008) besuchte zunächst die Schule Notre-Dame-des-Dunes in Dünkirchen und im Anschluss das Gymnasium Notre-Dame-des-Victoires in Roubaix. Danach folgten Studien am Mayfield College in England und am Technischen Institut Roubaix. 1954 trat er als Vorarbeiter einer Textilfärberei in das Familienunternehmen ein, 1956 wurde er Produktionsleiter und 1958 schließlich Verkaufsdirektor der Textilgruppe Phildar.
Gegen Ende der 1950er Jahre nahm Mulliez in den Vereinigten Staaten an Seminaren des Einzelhandelspioniers Bernardo Trujillo teil. Nach dessen Ideen und dem unternehmerischen Konzept von Marcel Fournier, Gründer des Einzelhandelsunternehmens Carrefour, eröffnete er 1961 sein erstes Geschäft unter dem Namen Auchan in einer ehemaligen Fabrik im Stadtviertel Hauts Champs (Roubaix). Die Gewinne blieben in den Gründungsjahren jedoch aus; erst durch die Ratschläge Édouard Leclercs, dem Gründer der Einzelhandelskette E.Leclerc, erkannte Mulliez das Konzept der Niedrigpreispolitik, das er alsbald auch in seinem Unternehmen etablierte und das ihm zum wirtschaftlichen Erfolg verhalf.
Nach Eröffnung eines weiteren Geschäfts in Roncq 1967 bekam Mulliez über die 1955 von Francis Mulliez gegründete Holdinggesellschaft Association Familiale Mulliez weiteres Kapital, mit dem das Unternehmen in den folgenden Jahren auf nationaler Ebene expandierte. 1981 wurde in Spanien mit Alcampo die erste Auslandsfiliale gegründet. Es folgten weitere Niederlassungen: 1989 in Italien, 1996 in Luxemburg und Polen, 1998 in Ungarn, 2002 in Russland, 2006 in Rumänien und 2008 in der Ukraine.
Mulliez war bis 1996 Vorsitzender (président du conseil d'administration) und bis 2006 CEO (président du conseil de surveillance) der Großhandels- und Warenhauskette Auchan. Er schied am 6. Juni 2006 aus dem Aufsichtsrat aus, blieb aber weiterhin beratend für das Unternehmen tätig. Der Sohn seines Cousins Damien, Vianney Mulliez, folgte ihm an der Spitze der Konzernleitung.
Gérard Mulliez ist seit 1955 verheiratet mit Bernadette, geborene Mathias. Das Ehepaar hat drei Kinder und lebt in Croix nahe Lille.

## Ehrungen und Auszeichnungen
- 2004: Offizier der Ehrenlegion[4]

## Werke
- La Dynamique du client, Gérard Mulliez und Richard C. Whiteley, mit Jean-Pierre Thiollet, Maxima, 1994[5] und 1997.[6]